# St. Veit an der Gölsen
St. Veit an der Gölsen (auch Sankt Veit an der Gölsen) ist eine Marktgemeinde mit 3848 Einwohnern (Stand 1. Jänner 2025) im Bezirk Lilienfeld in Niederösterreich.

## Geografie

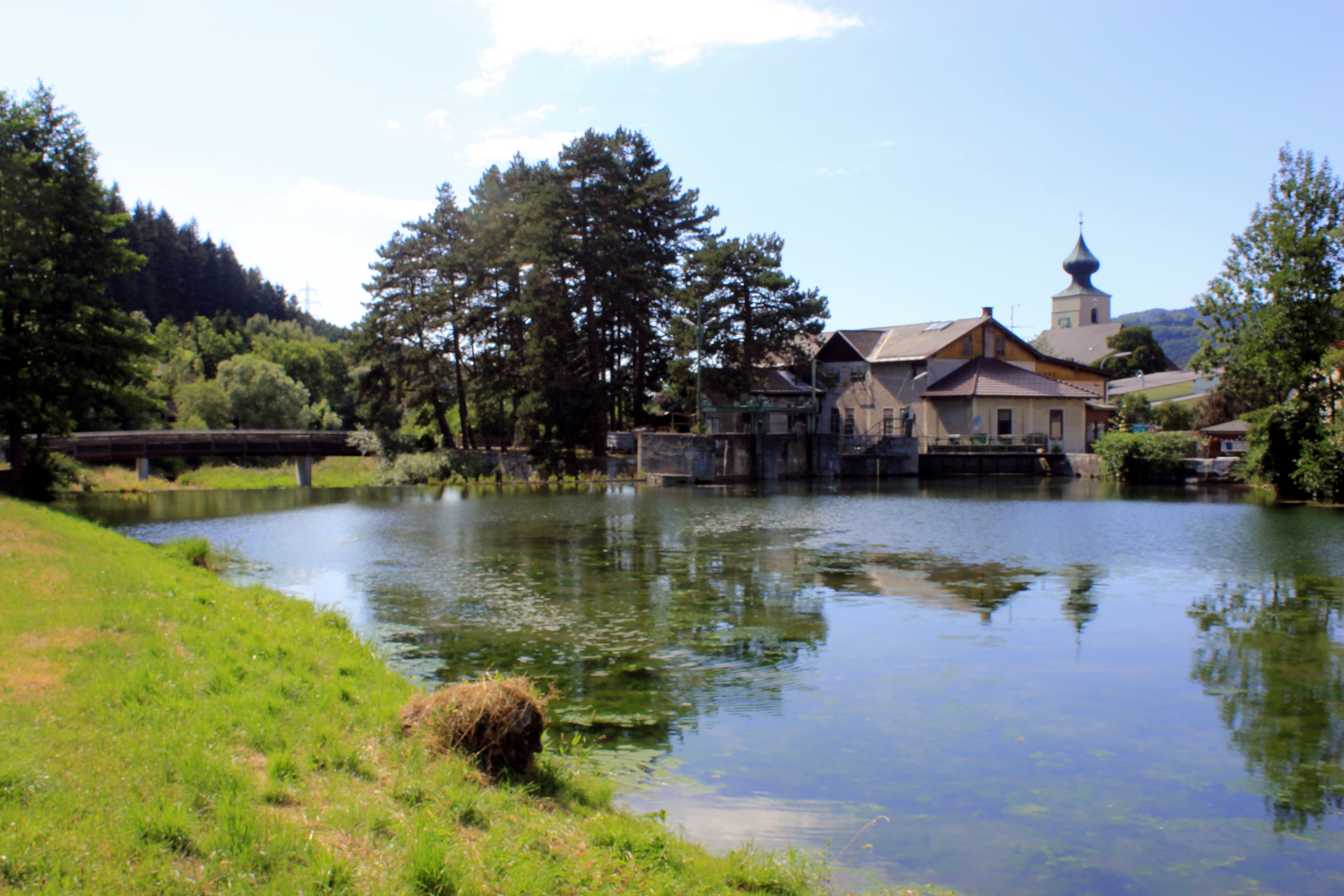
Die Gölsen bei St. Veit

St. Veit an der Gölsen liegt im Gölsental im Bezirk Lilienfeld in Niederösterreich.
Die Fläche der Marktgemeinde umfasst 78,15 Quadratkilometer. 56 Prozent der Fläche sind bewaldet.

### Gemeindegliederung
Das Gemeindegebiet umfasst folgende 14 Ortschaften bzw. gleichnamigen Katastralgemeinden (in Klammern Einwohnerzahl Stand 1. Jänner 2025):
Abweichende KG-Namen sind an zweiter Stelle genannt.
- Außer-Wiesenbach bzw. Außerwiesenbach (251) samt Brillergraben
- Inner-Wiesenbach bzw. Innerwiesenbach (35) samt Neutaler, Schindeltal und Steigengraben
- Kerschenbach (188)
- Kropfsdorf (155)
- Maierhöfen bzw. Mayerhöfen (77)
- Obergegend (111)
- Pfenningbach (69)
- Rainfeld (768)
- St. Veit an der Gölsen (752)
- Schwarzenbach an der Gölsen bzw. Schwarzenbach (408)
- Steinwandleiten bzw. Steinwandleithen (482) samt Kalkmühle
- Traisenort (89)
- Wiesenfeld (411)
- Wobach (52)

### Nachbargemeinden
| Wilhelmsburg (PL) | Pyhra (PL)                                  | Michelbach (PL)                 |
| Eschenau Traisen  | Kompassrose, die auf Nachbargemeinden zeigt | Rohrbach an der Gölsen Hainfeld |
| Lilienfeld        |                                             | Kleinzell                       |

## Geschichte

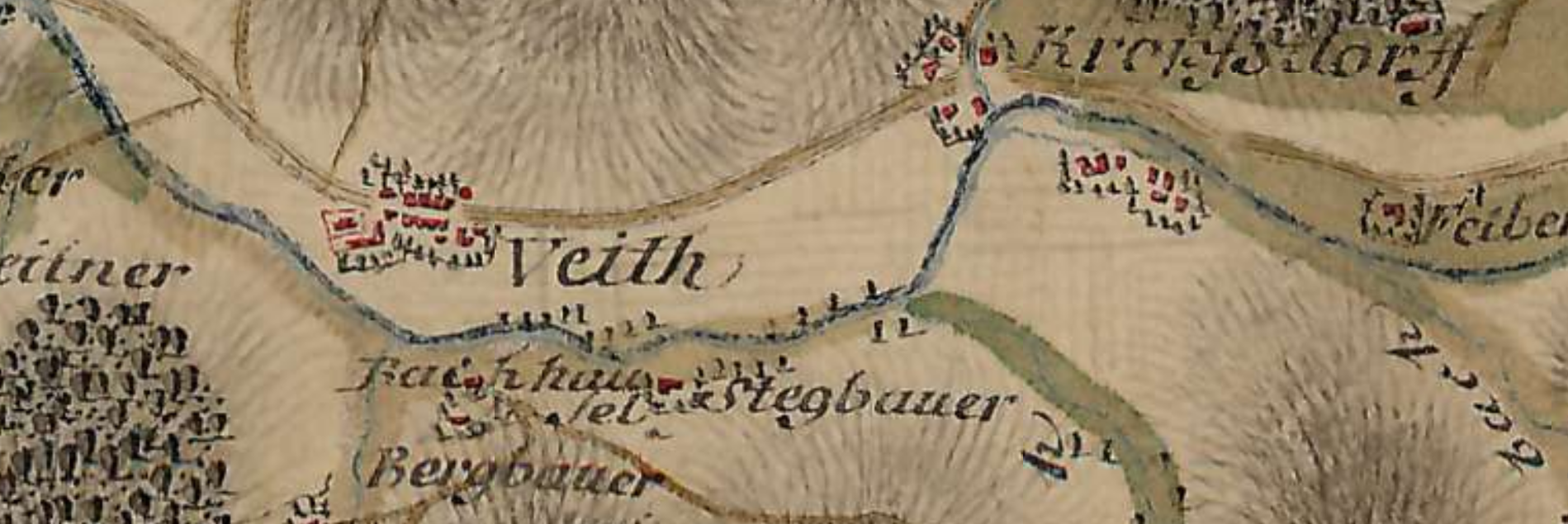
St. Veit um 1775 auf einer Karte der Josephinischen Landesaufnahme

Im Altertum war das Gebiet des heutigen St. Veits Teil des keltischen Königreichs Noricum sowie der späteren gleichnamigen römischen Provinz.
Die erste urkundliche Erwähnung erfolgte 1100/1122.
Der eigentliche Ort entstand mit der Gründung der Kirche des heiligen Veit durch den Traungauer Markgraf Ottokar II. von Steier, um die herum später eine kleine Straßensiedlung entstand. Zu dieser Zeit befand sich das Gölsental im Besitz der steirischen Landesherren, da das Gebiet zwischen dem Wienerwald und den Voralpen von Markgraf Leopold II. seiner Tochter Elisabeth von Österreich bei ihrer Heirat mit Ottokar II. als Mitgift mitgegeben wurde. Die Gefolgsleute von Ottokar II. aus den Ministerialengeschlechtern Hohenstaff-Altenburger-Hohenberger erhielten die Burgen bei Hainfeld und St. Veit. Sie waren unter anderem Rodungsleiter bei der Urbanisierung des Gölsentals und gewannen so schnell an Einfluss. Es ist belegt, dass um 1100 Friedrich von Hohenstaff, seines Zeichens Vogt der Kirche des heiligen Veits, am St. Veiter Staff auf der Staffspitze die Staffburg errichtet hatte, auf der das Geschlecht der Hohenstaffer bis 1202 residieren sollte.
Die Herrschaft der Traungauer über St. Veit endete 1192, als nach dem Tod des letzten steirischen Herzogs Ottokar IV. das Gölsental zusammen mit anderen Gebieten gemäß der Georgenberger Handfeste zurück an die Babenberger fiel.

## Bevölkerungsentwicklung
| St. Veit an der Gölsen: Einwohnerzahlen von 1869 bis 2025 | St. Veit an der Gölsen: Einwohnerzahlen von 1869 bis 2025 | St. Veit an der Gölsen: Einwohnerzahlen von 1869 bis 2025 | St. Veit an der Gölsen: Einwohnerzahlen von 1869 bis 2025 | St. Veit an der Gölsen: Einwohnerzahlen von 1869 bis 2025 |
| --------------------------------------------------------- | --------------------------------------------------------- | --------------------------------------------------------- | --------------------------------------------------------- | --------------------------------------------------------- |
| Jahr                                                      |                                                           |                                                           |                                                           | Einwohner                                                 |
| 1869                                                      | 1869                                                      |                                                           | 2.609                                                     | 2.609                                                     |
| 1880                                                      | 1880                                                      |                                                           | 2.648                                                     | 2.648                                                     |
| 1890                                                      | 1890                                                      |                                                           | 2.813                                                     | 2.813                                                     |
| 1900                                                      | 1900                                                      |                                                           | 3.272                                                     | 3.272                                                     |
| 1910                                                      | 1910                                                      |                                                           | 3.815                                                     | 3.815                                                     |
| 1923                                                      | 1923                                                      |                                                           | 3.739                                                     | 3.739                                                     |
| 1934                                                      | 1934                                                      |                                                           | 3.824                                                     | 3.824                                                     |
| 1939                                                      | 1939                                                      |                                                           | 3.701                                                     | 3.701                                                     |
| 1951                                                      | 1951                                                      |                                                           | 3.501                                                     | 3.501                                                     |
| 1961                                                      | 1961                                                      |                                                           | 3.710                                                     | 3.710                                                     |
| 1971                                                      | 1971                                                      |                                                           | 3.759                                                     | 3.759                                                     |
| 1981                                                      | 1981                                                      |                                                           | 3.595                                                     | 3.595                                                     |
| 1991                                                      | 1991                                                      |                                                           | 3.696                                                     | 3.696                                                     |
| 2001                                                      | 2001                                                      |                                                           | 3.859                                                     | 3.859                                                     |
| 2011                                                      | 2011                                                      |                                                           | 3.911                                                     | 3.911                                                     |
| 2021                                                      | 2021                                                      |                                                           | 3.868                                                     | 3.868                                                     |
| 2025                                                      | 2025                                                      |                                                           | 3.848                                                     | 3.848                                                     |
| Quelle(n): Statistik Austria, Gebietsstand 1.1.2021       |                                                           |                                                           |                                                           |                                                           |

## Kultur und Sehenswürdigkeiten

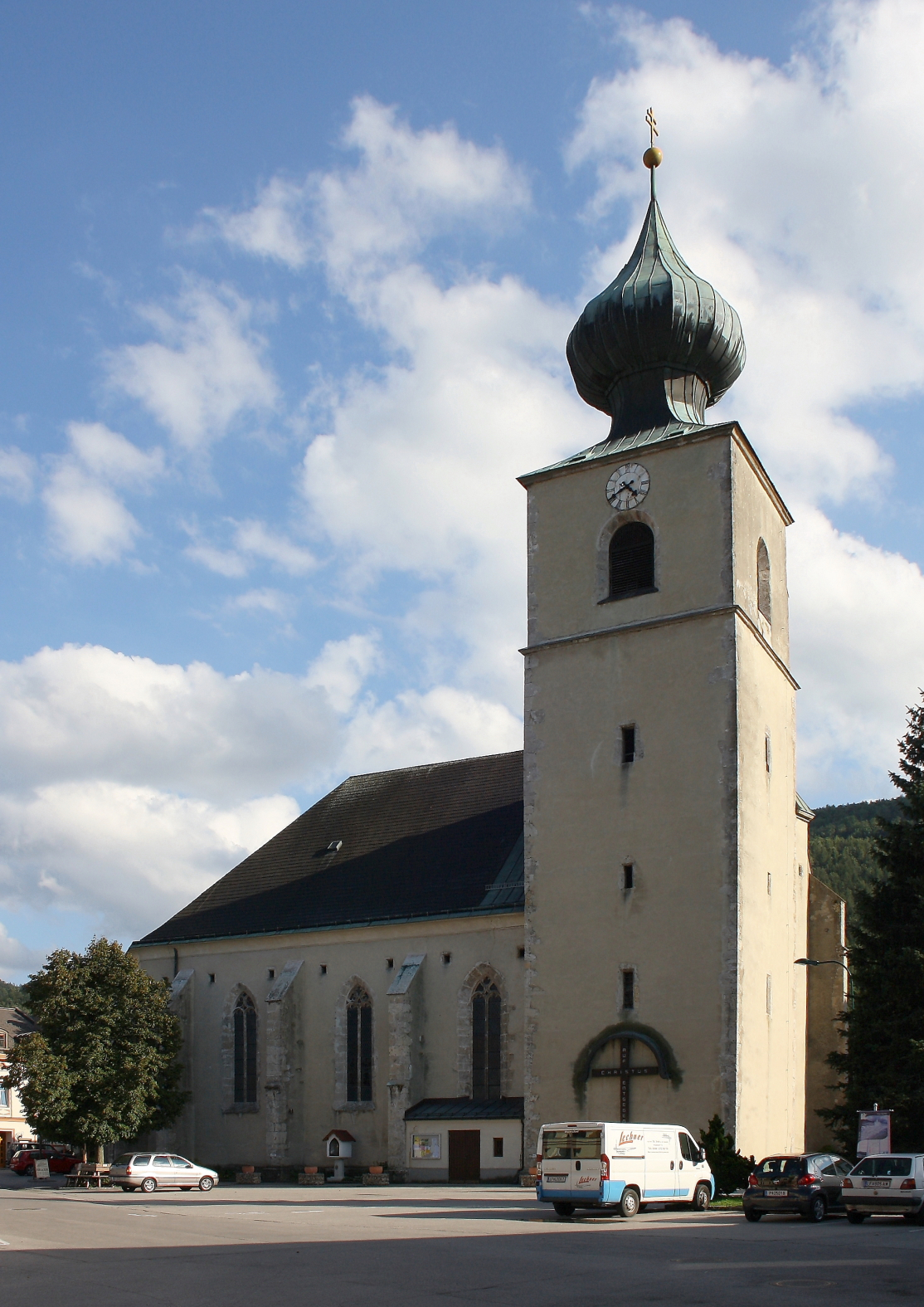
Pfarrkirche St. Veit an der Gölsen

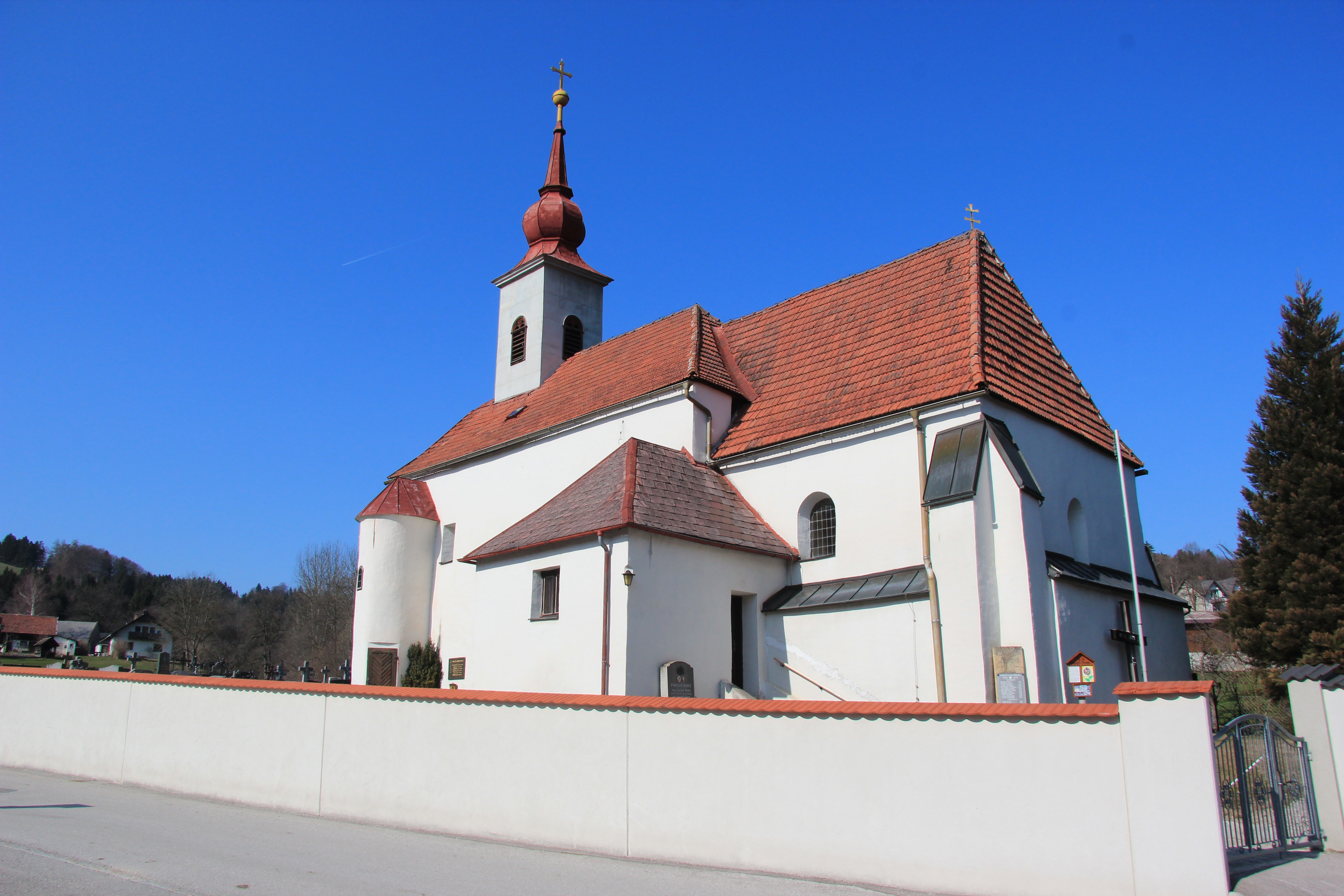
Pfarrkirche Schwarzenbach an der Gölsen

- Katholische Pfarrkirche St. Veit an der Gölsen hl. Veit
- Katholische Pfarrkirche Schwarzenbach an der Gölsen Hll. Petrus und Paulus

## Wirtschaft und Infrastruktur

### Wirtschaftssektoren
Von den 163 landwirtschaftlichen Betrieben des Jahres 2011 waren 70 Nebenerwerbsbetriebe. Der größte Arbeitgeber im Produktionssektor ist die Bauwirtschaft, im Dienstleistungssektor ist dies der Handel.
| Wirtschaftssektor            | Anzahl Betriebe | Anzahl Betriebe | Erwerbstätige | Erwerbstätige |
| Wirtschaftssektor            | 2011            | 2001            | 2011          | 2001          |
| ---------------------------- | --------------- | --------------- | ------------- | ------------- |
| Land- und Forstwirtschaft 1) | 163             | 185             | 181           | 145           |
| Produktion                   | 20              | 20              | 53            | 86            |
| Dienstleistung               | 172             | 97              | 471           | 394           |

1) Betriebe mit Fläche in den Jahren 2010 und 1999
| St. Veit ist eine Pendlergemeinde. Mehr als drei Viertel der fast 2000 Erwerbstätigen des Ortes pendeln zur Arbeit aus. Rund 250 Personen pendeln zur Arbeit aus der Umgebung in die Gemeinde. In der Marktgemeinde befinden sich neben den beiden Kindergärten in St. Veit und Rainfeld und einer Volksschule auch eine Neue Mittelschule und eine Musikschule. | Die zur Anzeige dieser Grafik verwendete Erweiterung wurde dauerhaft deaktiviert. Wir arbeiten aktuell daran, diese und weitere betroffene Grafiken auf ein neues Format umzustellen. (Mehr dazu) |

### Verkehr
- Eisenbahn: Von St. Veit an der Gölsen gibt es eine Bahnverbindung nach St. Pölten.[10] Die Bahnstrecke wird derzeit umfassend saniert und elektrifiziert und soll Ende 2027 fertig sein. Derweil gibt es abschnittsweise Schienenersatzverkehr.[11] Es werden 138 Millionen Euro investiert.
- Straße: Durch den Ort verläuft die Hainfelder Straße B18, die das Traisental über den Kaumberg mit dem Wiener Becken verbindet.

### Öffentliche Einrichtungen
In der Gemeinde gibt es einen Kindergarten, eine Volksschule und eine Neue Mittelschule.

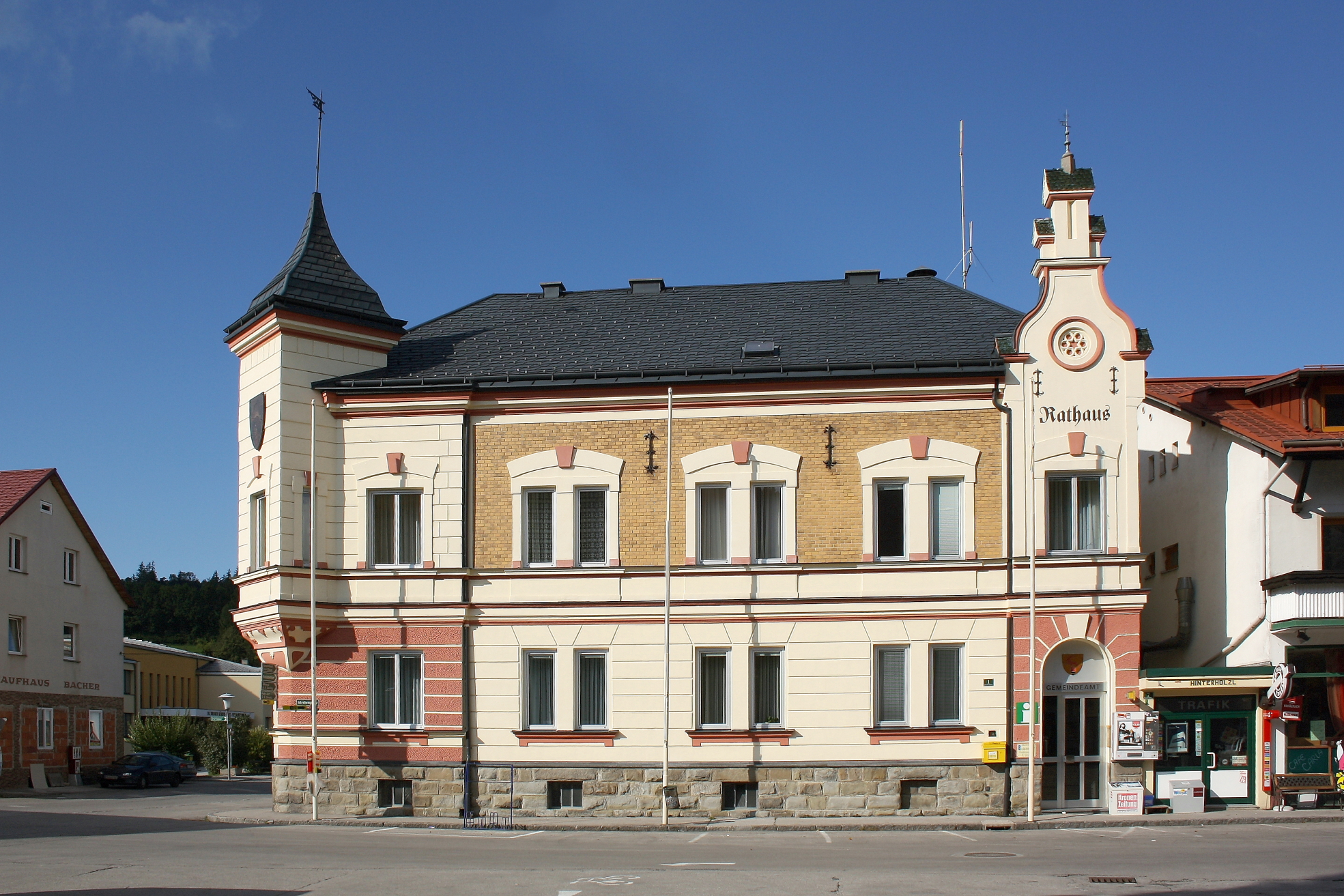
Rathaus

## Politik

### Gemeinderat
Der Gemeinderat hat 23 Mitglieder.
- Mit den Gemeinderatswahlen in Niederösterreich 1990 hatte der Gemeinderat folgende Verteilung: 15 SPÖ, 7 ÖVP, und 1 Grüne.
- Mit den Gemeinderatswahlen in Niederösterreich 1995 hatte der Gemeinderat folgende Verteilung: 13 SPÖ, 8 ÖVP, und 2 Grüne.[14]
- Mit den Gemeinderatswahlen in Niederösterreich 2000 hatte der Gemeinderat folgende Verteilung: 14 SPÖ, 8 ÖVP, und 1 FPÖ.[15]
- Mit den Gemeinderatswahlen in Niederösterreich 2005 hatte der Gemeinderat folgende Verteilung: 15 SPÖ, und 8 ÖVP.[16]
- Mit den Gemeinderatswahlen in Niederösterreich 2010 hatte der Gemeinderat folgende Verteilung: 15 SPÖ, 7 ÖVP, und 1 FPÖ.[17]
- Mit den Gemeinderatswahlen in Niederösterreich 2015 hatte der Gemeinderat folgende Verteilung: 15 SPÖ, 7 ÖVP, und 1 FPÖ.[18]
- Mit den Gemeinderatswahlen in Niederösterreich 2020 hat der Gemeinderat folgende Verteilung: 15 SPÖ und 8 ÖVP.[19]
- Mit den Gemeinderatswahlen in Niederösterreich 2025 hat der Gemeinderat folgende Verteilung: 14 SPÖ, 4 ÖVP, 3 MIT und 2 FPÖ.[20]

### Bürgermeister
- 1849–1852: Alois Kronfellner
- 1852–1855: Johann Steiner
- 1858–1858: Alois Kronfellner
- 1858–1861: Georg Vonwald
- 1861–1864: Franz Voglsang
- 1864–1867: Leopold Hirth
- 1867–1868: Josef Gugerell
- 1868–1870: Leopold Hirth
- 1870–1873: Ludwig Raab
- 1873–1876: Johann Riesenhuber
- 1876–1879: Georg Müller
- 1879–1880: Ludwig Raab
- 1880–1883: Georg Müller
- 1883–1885: Leopold Hirth
- 1885–1887: Johann Riesenhuber
- 1887–1888: Ignaz Engl
- 1888–1891: Leopold Hirth
- 1891–1892: Alois Preschky
- 1892–1892: Franz Schober
- 1893–1897: Alois Preschky
- 1899–1901: Michael Lee
- 1901–1919: Leonhard Sachs
- 1919–1938: Leopold Weissenböck
- 1938–1938: Peter Gratzl
- 1938–1945: Leopold Weissenböck
- 1945–1950: Leopold Weissenböck
- 1950–1967: Johann Aigelsreiter
- 1968–1988: Richard Friewald
- 1988–2008: Richard Höhnl (SPÖ)
- 2008–2022: Johann Gastegger (SPÖ)
- seit 2022: Christian Fischer (SPÖ)[21]

### Wappen
Das Wappen wurde der Gemeinde 1975 verliehen:
In einem goldenen Schild ein aufspringender roter Hirsch, der über einen im Schildesfuß stehenden schwarzen Flammenbecher mit emporschlagenden roten Flammen hinwegsetzt.
Die Gemeindefarben sind Rot-Gelb.

## Persönlichkeiten

### Söhne und Töchter der Gemeinde
- Johann Fischer (1876–1954), Politiker (CSP), Abgeordneter zum Landtag von Niederösterreich und Mitglied des Bundesrates
- Kurt Albrecht (1920–2005), Reiter und Leiter der Spanischen Hofreitschule in Wien
- Karl Kaiser (1941–2017), österreichisch-kanadischer Winzer
- Clemens Lashofer (1941–2009), ehemaliger Abt vom Stift Göttweig
- Matthäus Nimmervoll (* 1950), emeritierter Abt vom Stift Lilienfeld
- Ernst Anzeletti (* 1954), Beamter und Bezirkshauptmann im Bezirk Wiener Neustadt
- Lena Pressler (* 2001), Leichtathletin

### Personen mit Bezug zur Gemeinde
- Leopold Hacker (1843–1926), Benediktiner, Mineraloge, Höhlenforscher und Entomologe, wirkte hier als Pfarrvikar